# Adapter (designmönster)
Inom mjukvaruutveckling är adapter ett designmönster som låter gränssnittet till en befintlig klass användas från ett annat gränssnitt.
För att exemplifiera användningen av en adapter kan nämnas exemplet om en mjukvara för aktiehandel. Låt säga att mjukvaran behöver visualisera rådata till grafer. Låt säga att det finns ett tredjepartsverktyg som tillhandahåller denna tjänsten, men att verktyget är skrivet i legacykod och därmed är inkompatibelt med mjukvaran. Lösningen blir en adapter. Adaptern fungerar som mellanhand mellan mjukvaran och verktyget  Det används ofta för att låta befintliga klasser fungera med andra klasser utan att dess källkod behöver ändras.

## Definition
En adapter hjälper två inkompatibla gränssnitt att fungera tillsammans. Gränssnitten kan vara inkompatibla men den inre funktionaliteten bör motsvara varandra. Designmönstret låter klasser som annars är inkompatibla att fungera med varandra genom att konvertera gränssnittet för en klass till ett gränssnitt som förväntas av klienterna.